# Tschinvali (district)
Het district Tschinvali (Ossetisch: Цхинвалы район, Tschinwaly rajon; Russisch: Цхинвальский район, Tschinvalskiy rajon; Georgisch: ცხინვალის რაიონი, Tschinvalis raioni) is een district in het zuiden van de Georgische afscheidingsrepubliek Zuid-Ossetië. Het district heeft een oppervlakte van 1000 km², en circa 8.400 inwoners volgens de Zuid-Osseetse autoriteiten. Het bestuurlijk centrum is de Zuid-Osseetse hoofdstad Tschinvali, dat zelf geen onderdeel uitmaakt van het district. De Georgische autoriteiten schaften het district Tschinvali in 1991 af maar de niet erkende Zuid-Osseetse de facto autoriteiten houden wel het district Tschinvali aan.

## Geschiedenis
Het gebied van het moderne district Tschinvali was van de 15e eeuw tot de Russische inlijving van Koninkrijk Kartli-Kachetië in 1801 een kerngebied van de Georgische historische regio Samatsjablo. Het lag vervolgens tot 1918 in het oejezd Gori dat onderdeel was van het gouvernement Tiflis. Het oetsjastok Tschinvali was een van de deeldistricten van het oejezd.

### Districtsvorming
Nadat het Rode Leger Georgië in 1921 veroverde, werd de Zuid-Ossetische Autonome Oblast gevormd. Het gebied van Tschinvali werd daar onderdeel van, tot ongenoegen van de Georgische inwoners in zowel de stad Tschinvali als tientallen dorpen eromheen. Binnen de Zuid-Osseetse autonomie werd uiteindelijk het huidige district ('rajon]') gevormd en was het tussen 1934 en 1961 tezamen met de stad vernoemd naar Jozef Stalin: Stalinir (Russisch: Сталинирский район, Stalinirski rajon).
Na het opheffen van de Zuid-Ossetische autonomie in 1990 door de Georgische Sovjetautoriteiten werd het district op 27 april 1991 opgeheven en aan Gori toegevoegd. In mei 1992 riepen de Zuid-Osseten de onafhankelijkheid uit, die niet door Georgië erkend werd, en hielden zij de bestuurlijke indeling uit de Sovjet-periode aan waarmee voor hen het district Tschinvali bleef bestaan. Door de burgeroorlog in 1991-1992 verloor Georgië het feitelijke gezag over grote delen van Zuid-Ossetië, maar controleerde het delen van Tschinvali. Met name de Georgische gemeenschappen ten noorden van de stad Tschinvali en in de Kleine Liachvi riviervallei.
Met de hervormingen van het lokaal bestuur in 2006 werden in het gebied van Tschinvali de Georgische gemeenten Eredvi en Koerta opgericht voor het bestuur van de Georgisch gecontroleerde dorpen. In het dorp Koerta zetelde in 2007-2008 het door Tbilisi erkende interim gezag over Zuid-Ossetië, de Zuid-Ossetische Administratie.

### Georgisch-Osseets conflict

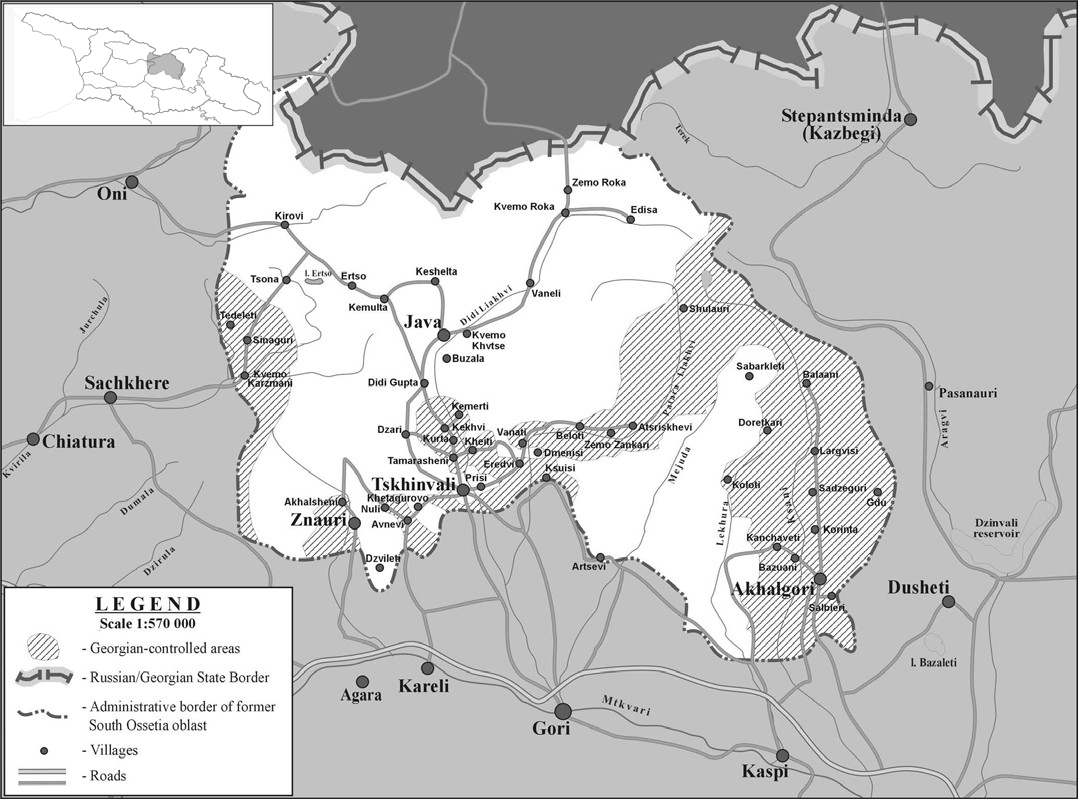
Georgisch gecontroleerde gebieden Zuid-Ossetië 1992 - 2008.

Als gevolg van het Georgisch-Ossetisch conflict en de oorlogen in 1991-1992 en 2008 oefent Georgië geen enkel gezag meer uit over het gebied van het district. Tussen 1992 en 2008 viel een belangrijk en strategisch deel rond de Zuid-Osseetse hoofdstad onder de Georgische sector van de vredesmacht onder leiding van Rusland. Ook de dorpen in de Kleine Liachvi-riviervallei in het oosten van het district vielen onder het Georgische mandaat. De Transkamweg die Rusland via de Roki-tunnel en Dzjava met Tschinvali verbindt, liep door Georgisch gecontroleerde dorpen ten noorden van Tschinvali. Deze dorpen rond de hoofdstad waren in de jaren voorafgaand aan de oorlog van 2008 geregeld doelwit van beschietingen en aanslagen.
De strategische heuvels aan de oostzijde van de stad Tschinvali waren ook een centrum van escalatie in de maanden voor en tijdens de oorlog. Zowel Georgische ordetroepen als Zuid-Osseetse milities beschoten elkaar in de voorafgaande periode, waarbij Georgische dorpen zoals Tamarasjeni niet ontzien werden. De verbindingsroute tussen Eredvi en Cheiti over de Goedisi-bergrug, die de Georgisch bevolkte gemeenschappen in de gemeenten Koerta en Eredvi met elkaar verbond, was regelmatig doelwit van aanslagen op Georgische konvooien. De aanhoudende beschietingen na de Georgische oproep tot staakt-het-vuren op 7 augustus 2008 op een aantal Georgisch bevolkte dorpen waren uiteindelijk de directe aanleiding tot het Georgische offensief, dat als start van de oorlog wordt gezien.

### Vernietiging Georgische dorpen

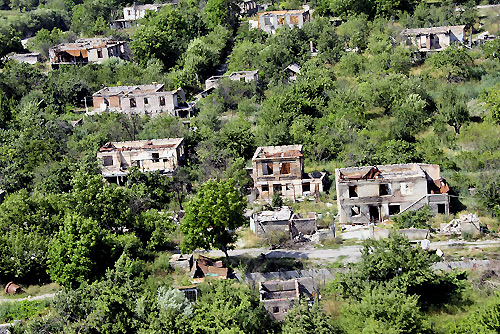
Een vernield etnisch Georgisch dorp.

Internationale onderzoekers zagen vlak na de oorlog systematische plundering en vernietiging in vrijwel alle voormalig Georgisch gecontroleerde en bevolkte dorpen in het district Tschinvali. Aanklagers van het Internationaal Strafhof stelden dat deze stelselmatige vernietiging het doel had "de etnische Georgiërs met geweld van het grondgebied van Zuid-Ossetië te verdrijven", en gebeurde nadat het staakt-het-vuren op 12 augustus 2008 was overeengekomen in opdracht van het leiderschap van Zuid-Ossetië.
In totaal zouden ruim 4.400 woningen in het district Tschinvali die aan etnische Georgiërs toebehoorden onbewoonbaar zijn gemaakt. Zestien dorpen die onder Georgisch gezag stonden werden deels of geheel vernietigd onder het toeziend oog van Russische troepen. Het Georgische ministerie van Binnenlandse Ontheemden uit de Bezette Gebieden en Vluchtelingen stelde in 2014 dat er 12.918 ontheemden zijn uit het district.
Op de plek van de dorpen Kemerti en Dzartsemi, op de linkeroever van de Kleine Liachvi ten noorden van Tschinvali, kwam een groot militair oefenterrein ten behoeve van de gezamenlijke Russische en Zuid-Osseetse strijdkrachten. Rusland vergrootte drastisch de militaire aanwezigheid, en bouwde een grote militaire basis in de stad Tschinvali. In het district kwamen ten zuidoosten van Tschinvali langs de conflictgrens vier gemilitariseerde FSB grenswachtbases en werd de feitelijke grens steeds meer afgesloten met hekken en prikkeldraad.

## Geografie

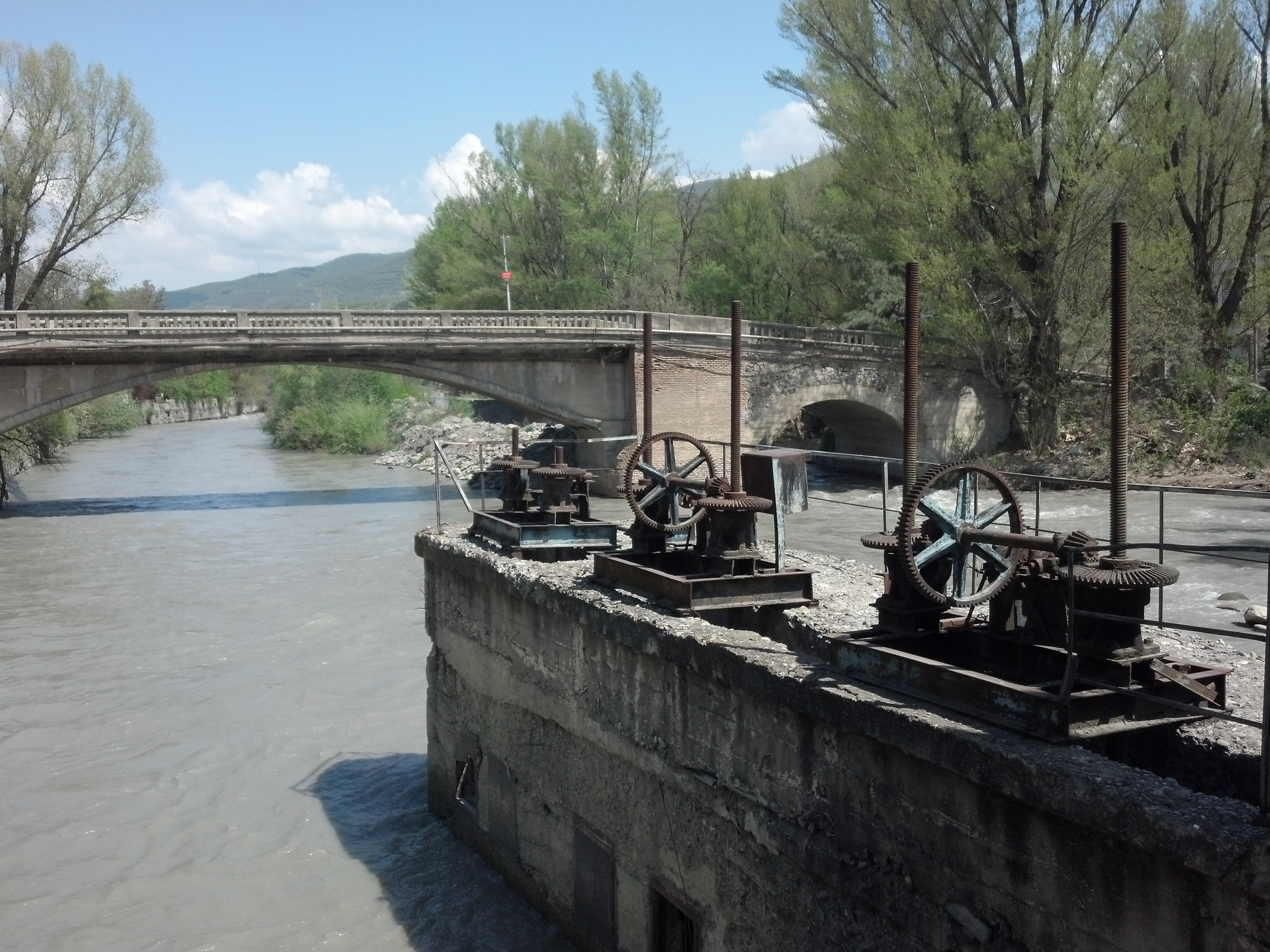
Liachvi-rivier

Het district Tschinvali ligt in het hart van Zuid-Ossetië en is gesitueerd in de zuidelijke hellingen van de Grote Kaukasus. De zuidelijke rand van het district vormt de geologische grens met de Sjida Kartli Vlakte. In de oostelijke helft van het district ligt het gehele Kleine Liachvi-rivierbekken, omringd door subgebergtes van de Grote Kaukasus: de Germoechi-, Goedisi- en Charoelagebergtes. Hier liggen de hoogste toppen van het district, tot ruim 3.300 meter boven zeeniveau.
Tschinvali grenst aan alle overige Zuid-Osseetse rurale districten: Znaur in het westen, Dzau in het noorden, en Leningor in het oosten. In het zuiden grenst het aan de Georgische gemeente Gori.

## Demografie
Begin 2022 telde het rajon Tschinvali 8.374 inwoners, een toename van 7% ten opzichte van de volkstelling van 2015.
| Rajon Tschinvali |     |     | 30.693 | 27.295 | 26.653 | 25.405 | 23.514 | - | 7.793 | 8.374 |
| Georgiërs | -   | -   | 10.036 | 9.930  | 10.801 | 11.008 | 10.926 | - | 309   | -     |
| Osseten | -   | -   | 20.280 | 16.924 | 15.567 | 14.157 | 12.370 | - | 7.391 | -     |
| Belangrijkste dorpen |     |     |        |        |        |        |        |   |       |       |
| Dmenisi | 187 | 480 | 741    | -      | 1.138  | 1.379  | 1.243  | - | 942   | -     |
| Goedzjabaoeri | -   | 206 | 283    | -      | 887    | 1.047  | 1.070  | - | 894   | -     |
| Chetagoerovo | 223 | 411 | 717    | -      | 830    | 813    | 758    | - | 863   | -     |
| Tbet(i) | 233 | 362 | 465    | -      | 212    | 466    | 599    | - | 648   | -     |
| Verantwoording data: 1886, 1923, 1939-1989, Zuid-Osseetse volkstelling 2015. De statistieken na 2002 namens Zuid-Ossetië worden niet door Georgië erkend. |     |     |        |        |        |        |        |   |       |       |

### Etniciteit
De Georgische minderheid is in Tschinvali volgens de volkstelling van 2015 4,0%, tegenover 94,9% Osseten.. In de jaren 1930 was de verhouding Georgiërs - Osseten in het district ongeveer een derde om twee derde. Het aandeel Georgiërs nam gedurende de Sovjetjaren gestaag toe tot ruim 46% in 1989, vooral door de afname van het aantal Osseetse inwoners in het district. Het aantal Georgische inwoners bleef gedurende deze decennia stabiel rond de 10-11.000. Als gevolg van het Georgisch-Ossetisch conflict en de twee oorlogen zijn vrijwel alle Georgiërs uit het district verjaagd en kunnen ook niet meer terugkeren.

## Administratieve onderverdeling
Het district is door de feitelijke Zuid-Osseetse gezaghebbers administratief onderverdeeld in 14 plattelandsgemeenschappen met daarbinnen in totaal 86 dorpen. Er zijn geen 'nederzettingen met stedelijk karakter' of plaatsen met een stadsstatus.
De belangrijkste en grootste dorpen zijn Dmenisi, Goedzjabaoeri, Chetagoerovo en Tbeti.

## Vervoer

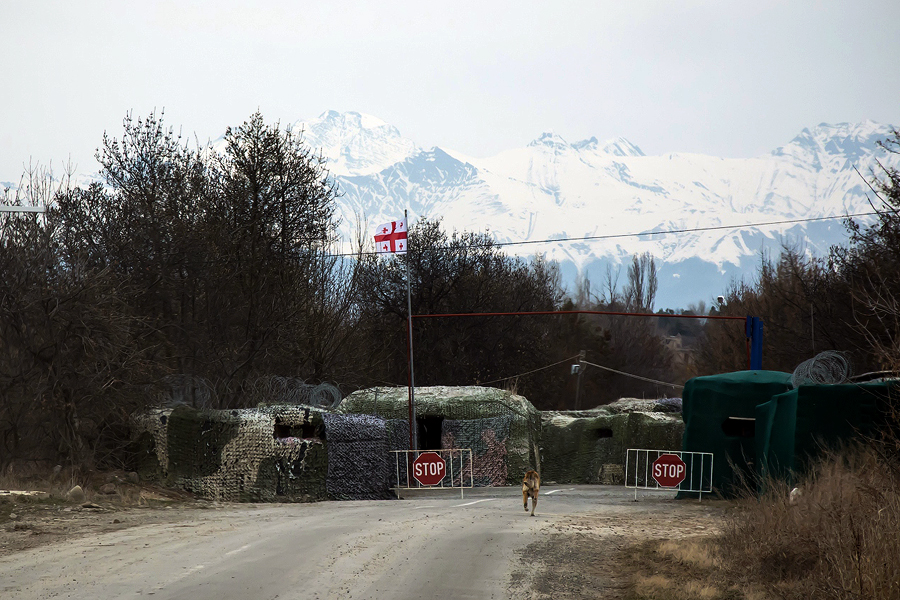
Wegblokkade in de Transkam bij Ergneti.

Door het district passeert de levensader van Zuid-Ossetië, de Transkaukasische hoofdweg (Transkam). Deze verbindt sinds 1986 de regio met de Russische deelrepubliek Noord-Ossetië door de bijna 4 kilometer lange Roki-tunnel die op de grens ligt. Formeel is deze weg onderdeel van de Georgische 'route van internationaal belang' S10. De Roki-tunnel was van vitaal belang voor het Russische leger in de Russisch-Georgische Oorlog van 2008 omdat het de enige directe route door het Kaukasusgebergte tussen Rusland en Zuid-Ossetië is. Oorspronkelijk ging deze route door naar Gori, maar aan de zuidkant van Tschinvali, bij de grenslijn tussen de stad en het Georgische dorp Ergneti is de weg afgesloten. Sinds de oorlog van 2008 wordt deze plek gebruikt voor conflictbemiddelingsbijeenkomsten en uitwisseling van lokale gedetineerden waarbij internationale actoren zoals de EUMM missie betrokken zijn.
Door de ligging van de Zuid-Osseetse hoofdstad Tschinvali in het district lopen er ook diverse belangrijke verbindingswegen in westelijke en oostelijke richting door het district. Sommigen hebben een Georgisch wegennummer, zoals de nationale route Sh23 die alle belangrijke dorpen van het district Znaur (Tigva) met Tschinvali verbindt. In oostelijke richting ligt de Sh140 die de toegangsroute was tot de Georgische dorpen in de Kleine Liachvi vallei van de gemeente Eredvi, maar bovenal ook de verbinding is naar Achalgori.(Leningor).